# Nicolas Obroutchev
Nicolas Nikolaïevitch Obroutchev, né en 1830 à Varsovie et mort en France en 1904 à Jaure (Dordogne) Inhumé à Saint-Pétersbourg , est un général et homme de lettres russe.

## Biographie

### Débuts
Le jeune Nicolas Obroutchev est éduqué au Corps des cadets Alexandre, puis au Premier Corps des cadets à partir de 1841.
Il termine sa formation en 1848 et devient sous-lieutenant au régiment Izmaïlovski de la Garde impériale. Il se trouve en Hongrie en 1849 avec son corps pour pacifier la région, en vertu des accords avec la couronne austro-hongroise, mais son régiment ne prend pas part aux actions. Obroutchev fait paraître l'année suivante son premier ouvrage Essai d'Histoire de la littérature militaire en Russie qui reçoit un certain écho. Il est lieutenant en 1851 et entre à l'Académie de l'état-major général, dont il sort en 1854 avec une médaille d'argent et l'inscription de son nom sur la plaque de marbre de l'Académie. Il est nommé capitaine et entre à l'état-major.

### Sous le règne d'Alexandre II
Obroutchev est décoré de l'ordre de Sainte-Anne de IIIe classe et de l'ordre de Saint-Stanislas de IIIe classe en 1856, après le couronnement du nouvel empereur. Il est nommé professeur-assistant puis professeur en 1857 à l'Académie de l'état-major général. Il enseigne d'abord les statistiques et écrit dans le Recueil militaire qu'il publie avec d'autres en 1858. Il s'intéresse surtout au déroulement et aux conséquences de la guerre de Crimée et ses articles provoquent une grande résonance dans les milieux politico-militaires de la capitale impériale. Il décrit les intendances des armées française, anglaise et russe et leurs différences. Il doit démissionner du journal.
Il est nommé en 1860 au commandement de Russie d'Europe. Il est chef de l'état-major de la deuxième division d'infanterie en 1863 et proteste contre le déroulement des opérations après le soulèvement polonais. Il aurait menacé de démissionner, version contredite par certains historiens d'aujourd'hui. Il fait la connaissance de Tchernichevski à cette époque, mais ne partage pas son jusqu'au-boutisme.
Cependant ses écrits attirent l'attention du ministre Milioutine qui l'introduit dans des commissions de réforme militaire. Il est nommé général-lieutenant en 1873.

### Guerre russo-turque de 1877-1878
Le général Obroutchev est l'auteur de plans préparatoires et stratégiques de guerre contre l'Empire ottoman pour libérer les populations orthodoxes des Balkans. Il joue un rôle certain auprès d'Alexandre II pour le convaincre de cette guerre. L'empereur et Milioutine s'accordent à lui donner un commandement sur le terrain, mais le grand-duc Nicolas, qui devait commander l'armée du Danube, s'y oppose, se souvenant de ses options libérales en 1863.
Le général Obroutchev est donc envoyé sur le front du Caucase, ce qui était considéré comme un rôle de second plan. Il prépare et réalise néanmoins la prise de la forteresse de Kars qui était une clef de passage pour les Ottomans. Il est décoré pour ce fait de l'ordre de Saint-Georges de IIIe classe.

### Sous le règne d'Alexandre III
Le général Obroutchev est nommé à la tête de l'état-major général impérial après l'arrivée d'Alexandre III au pouvoir. Milioutine qui part alors à la retraite fonde de grands espoirs sur lui. Il s'efforce avec le général Vannovsky, nouveau ministre de la guerre en 1882, de moderniser l'armée. Il refonde le système des réservistes, crée de nouveaux corps d'armée, de nouvelles divisions et réforme les régiments. Il s'intéresse aussi au génie et fait construire de nouvelles fortifications. Il est hostile aux visées expansionnistes de l'Empire allemand et de l'Autriche-Hongrie. Il est alors nommé général d'infanterie et élevé au rang de chevalier de l'ordre de Saint-André.
Il est proche du général Raoul de Boisdeffre, avec lequel il négocie de 1890 à 1892 la convention militaire secrète entre les deux pays, qu'ils signent tous les deux le 17 août 1892, et est un des acteurs russes majeurs de la mise en mouvement de l'alliance franco-russe.
Il démissionne en 1897 et se retire dans la propriété de sa femme à Jaure en France, où il meurt le 25 juin 1904.